# Полистена
Полистена (итал. Polistena) — коммуна в Италии, расположена в области Калабрия, подчиняется административному центру Реджо-Калабрия.
Население коммуны, на 01.01.2024 года, составляет 9901 человек, плотность населения ─ 836,86 чел./км². Коммуна занимает площадь 11,83 км². 
Почтовый индекс — 89024. Телефонный код — 0966.
Покровительницей коммуны почитается святая Марина из Вифинии. День памяти ежегодно отмечается 17 июля.